# Route 411 (Terre-Neuve-et-Labrador)
Pour les articles homonymes, voir Route 411.
La route 411 est une route tertiaire de la province de Terre-Neuve-et-Labrador d'orientation ouest-est située dans le nord de l'île de Terre-Neuve, au sud-ouest de Baie Verte. Elle est une route faiblement empruntée reliant la route 410 à Purbeck's Cove, se dirigeant vers l'ouest sur 26 kilomètres en étant sinueuse, puis en se dirigeant vers le sud jusqu'à Purbeck's Bay en suivant la baie Blanche sur 7 kilomètres. Route alternative de la 410, elle est nommée Purbeck's Cove Road, mesure 34 kilomètres, et est une route asphaltée sur l'entièreté de son tracé.

## Communautés traversées
- Western Arm
- Pound Cove
- Purbeck's Cove